# David Solórzano
Pour les articles homonymes, voir Solórzano (homonymie), Sánchez et David Sánchez.
David Solórzano Sánchez, né le 8 novembre 1980 à Diriamba au Nicaragua, est un footballeur international nicaraguayen, qui évolue au poste de défenseur. 
Il compte 49 sélections et 1 but en équipe nationale entre 1999 et 2014. Il joue actuellement pour le club nicaraguayen du Diriangén FC.

## Biographie

### Carrière internationale
David Solórzano est convoqué pour la première fois par le sélectionneur national Mauricio Cruz pour un match de la Coupe UNCAF 1999 contre le Guatemala le 17 mars 1999 (défaite 1-0). Par la suite, le 30 avril 2004, il inscrit son unique but en sélection face aux Bermudes, lors d'un match amical (victoire 2-0). Il reçoit sa dernière sélection le 13 septembre 2014 contre le Honduras (défaite 1-0).
Il dispute une Gold Cup en 2009. Il participe également à huit Coupes UNCAF en 1999, 2001, 2003, 2007, 2009, 2011, 2013 et 2014.
Il compte 49 sélections et 1 but avec l'équipe du Nicaragua entre 1999 et 2014. Il est le joueur le plus capé de la sélection.

## Statistiques

### Buts en sélection
Le tableau suivant liste les résultats de tous les buts inscrits par David Solórzano avec l'équipe du Nicaragua.